# Relaciones Andorra-Venezuela
Las relaciones Andorra-Venezuela se refieren a las relaciones internacionales que existen entre Andorra y Venezuela.

## Historia
En 2019, durante la crisis presidencial de Venezuela, Andorra reconoció a Juan Guaidó como presidente de Venezuela.